# Pape Souaré
Pape Ndiaye Souaré (Mbao, 1990. június 6. –) szenegáli labdarúgó, a Troyes hátvédje.

## Pályafutása

### A válogatottban
Részt vett a 2011-es U23-as afrikai nemzetek kupáján.
2012-ben mutatkozott be a szenegáli válogatottban. Később részt vett a 2012-es nyári olimpián. Játszott a 2015-ös afrikai nemzetek kupáján.